# Graça Raposo
Graça Raposo Benedetti (n. Lisboa, 27 de Abril de 1963) é uma cientista portuguesa. Graça trabalha no Instituto Curie, como diretora de pesquisa no Centro Nacional de Pesquisa Científica.
Foi uma das primeiras pesquisadoras a investigar os mecanismos celulares e moleculares da biogênese de vesículas extracelulares, exossomos, microvesículas e organelas relacionadas a lisossomos com enfoque em melanossomas com implicações em doenças pigmentares e câncer. Possui mais de 300 artigos científicos publicados em renomadas revistas.
- Medalha de Prata CNRS 2012[3]
- Prêmio Descartes Huygens.
- Prêmio ISEV (Internacional Society for Extracellular Vesicles), 2018.[4]